# バーバラ寺岡
バーバラ寺岡（バーバラ てらおか、本名；寺岡 たみ子、1945年〈昭和20年〉3月 - 2017年〈平成29年〉6月2日）は、料理研究家。「バーバラ」（ハンガリー語の「ボルバーラ」(Borbála [ˈborbɑ̈ːlɒ]) を英語読みしたもの）という名前は彼女の祖母の名前であり、仕事をするようになった際に姓名判断により選んだ名前である。白百合学園卒業。

## 生涯
ハンガリーのブダペストに、日本公使だった寺岡洪平と美顔術師の母親・ユーハース・エリザベス（ハンガリー語の「ユハース・エルジェーベト」(Juhász Erzsébet [ˈjuhɑ̈ːs ˌerʒe̝ːbɛt]) を英語読みしたもの）の間に生まれる。バーバラの生後まもなく父はソビエトでの抑留を経て終戦直前に日本に強制送還、母と娘はブダペストに取り残された。洪平はサンフランシスコ条約締結時には吉田茂の秘書官として仕え、1952年駐ドイツ臨時代理大使としてボンに赴任。1953年11月の日本帰国時に母子はハンガリーを出国、ウィーンで親子は約9年ぶりに再会して日本に戻る。洪平は1960年に40歳で死去。
1966年「デザートとお菓子」という著書で料理研究家としてデビューし、1970年の日本にまだ登場して間もなかった電子レンジを使った調理法を初めて紹介した。
1980年代に膠原病を患うが、中国の伝統薬膳料理でその病気を克服することに成功する。
料理研究のほか、文化、環境、自衛隊などの活動についての評論、生活用品開発のプロデュースなど多方面に活躍を広げた。
2017年6月2日、腹膜がんのため死去。72歳没。

## 親族
- 祖父：寺岡平吾（海軍少将）
- 曾祖父：山脇正勝

## 著作

### 単独著
- 『家庭のパーティー料理』婦人画報社 1968
- 『デザート・お菓子』婦人画報社 1968
- 『おいしいホームフリーズクッキング』大門出版 1970
- 『バーバラのデイリークッキング』文陽社 1973
- 『1日6回食べて魅力的にやせる本』講談社お料理文庫 1975
- 『お菓子のクッキング』集英社 モンキー文庫 1978
- 『愛のクッキング絵本』講談社 1979
- 『センスupシリーズ ハート 1-3』文陽社 1982
- 『ラブリー・クッキング』集英社 モンキー文庫 1982
- 『医学的ブスにならない本』角川文庫 1985
- 『知っとるケ!?バーバラの予防異学』曙出版 1985
- 『ガンよりこわいサラリー万病 ストレスのこわさ知ってますか？』日東書院 1986
- 『バーバラ寺岡がすすめるドクダミ・ワイン健康法』編 日東書院 1986
- 『バーバラ寺岡とっておきのおもしろびっくり手芸』講談社 1986
- 『生野菜は男も女もダメにする』日東書院 1987
- 『バーバラ寺岡がすすめるびっくりトータル健康法』日東書院 1987
- 『魅女ってみませんか バーバラの健康美容(秘)術全公開』角川文庫 1987
- 『健康法地獄の害度ブック 老いるショックから身を守る究極の健康学』角川文庫 1988
- 『キャリアウーマン病』角川文庫 1989
- 『自然があなたを殺してる 汚染時代の健康・美容のサバイバル術』角川文庫 1989
- 『バーバラ寺岡のいまどきの母育書 新米ママに送る子育てらくらくアイデア』フレーベル館 1989
- 『食い改めの時代 「41歳寿命説」を吹き飛ばす 毒が入ってもだせばいい健康法』徳間ブックス 1990
- 『魅女の聖書』角川文庫 1990
- 『生き残れるか!二重オイルショック時代 肝丈夫、心丈夫、なら大丈夫!! オイル<油、老いる>ショック、肝炎から身を守る健康法』徳間ブックス 1991
- 『バーバラ寺岡の熱血ダイエット』小学館 1991
- 『死を招く食生活 アメリカのたたりin Japan ガン・糖尿病にかからないための心臓・免疫系強化読本』徳間ブックス 1992
- 『バーバラ寺岡の「気育療法」 頭・身体・強!強!強!』秀明出版会 1992
- 『バーバラ寺岡の紙一重健康学』秋竜山画 三空出版 1994
- 『バーバラ・ウルトラ学 これを知らずして、美・食・ファッションを語るなかれ』清流出版 1995[3]
- 『美容健康爆発クッキング バーバラ特効スタミナダイエット食』清流出版 1995[3]
- 『Mickeyクッキング絵本』講談社 ディズニー・ティーンズブック 1996
- 『バーバラの女を生かす秘薬食 世界史を変えたセクシーの秘密』砂書房 1999
- 『バーバラ寺岡の遺伝史立国にっぽん 世界に誇る人材、文化、技術の国!』岳陽舎 2001
- 『幕末の桑名 近代ニッポンの基礎を築いた桑名のサムライたち』上野秀治監修 桑名市教育委員会 桑名叢書 2006
- 『バーバラ寺岡のおとぎ話に学ぶ和の活力食』講談社 2006
- 『バーバラ寺岡の食害・薬害テロ時代命はこうして守れ!』企画・デザイン・文・料理制作 防衛弘済会 2008

### 共著
- 『食べる 太りすぎないための12章』石垣純二共著 味の素広報室 1973
- 『東京うまい菓子たべあるき』楠本憲吉共著 柴田書店 1974
- 『いつものコトだけど 暮らしの中のキケンな話　『セイシュンの食卓』番外編』たけだみりこと東京ブリタニアン共著 リクルート出版 1988
- 『毒を薬に変える料理法 食毒、体毒を消すオリジナルレシピー』邵錦共著 日本テレビhealthy book 1994

## 出演

### テレビドラマ
- 連続テレビ小説 ハイカラさん（1982年4月5日 - 1982年10月2日、NHK） - メリーさん